# غم‌بار اما واقعی
«غم‌بار اما واقعی» (به انگلیسی: Sad but True) ترانه‌ای از گروه موسیقی آمریکایی سبک هوی متال، متالیکا است که در فوریهٔ ۱۹۹۳ میلادی به‌عنوان پنجمین و آخرین تک‌آهنگ از پنجمین آلبوم آن‌ها، متالیکا منتشر شد.
این ترانه توانست وارد جدول‌های موسیقی چندین کشور شود از جمله جایگاه ۹۸ جدول ۱۰۰ آهنگ داغ بیلبورد آمریکا و جایگاه ۲۰ شرکت آفیشال چارتس بریتانیا را بدست آورد.

## افراد
- جیمز هتفیلد، خوانندهٔ اصلی و گیتار ریتم
- کرک همت، گیتار اصلی
- جیسون نیوستد، گیتار بیس و خوانندهٔ پس‌زمینه
- لارس اولریش، درامز
- جان مارشال، گیتار در هیچ چیز دیگری مهم نیست